# 372 Palma
372 Palma là một trong các tiểu hành tinh lớn nhất ở vành đai chính. Nó được Auguste Charlois phát hiện ngày 19.8.1893 ở Nice, và được đặt theo tên thành phố Palma de Mallorca, của đảo Mallorca, thủ phủ của quần đảo Baleares (Tây Ban Nha).
Đây là một trong số 7 tiểu hành tinh do Charlois phát hiện được "Astromomisches Rechen-Institut" (Viện tính toán thiên văn) đặt tên.